# Blaqk Audio
Blaqk Audio é um grupo de música eletrônica estadunidense originária de Oakland, Califórnia. Davey Havok e Jade Puget assinaram um contrato com a Interscope Records, que lançou seu álbum álbum de estréia CexCells, em 2007. Mais tarde, a dupla distribuiu seus segundo disco Bright Black Heaven sob a Superball Music.

## Discografia
Álbuns
- (2007): CexCells
- (2012): Bright Black Heaven

Singles
- (2007): "Stiff Kittens"
- (2012): "Faith Healer"